# ThatPower
#ThatPower è un brano musicale del cantante statunitense will.i.am in duetto con il cantante canadese Justin Bieber, estratto come terzo singolo dal quarto album in uscita del rapper,  #willpower. Il brano è stato scritto dallo stesso will.i.am insieme a Justin Bieber e Damien Leroy e prodotto da will.i.am e Damien Leroy. #ThatPower è stato pubblicato in Canada e Stati Uniti il 18 marzo 2013 tramite Interscope Records come quarto singolo estratto.

## Classifiche
| Classifica (2013)   | Posizione massima |
| ------------------- | ----------------- |
| Australia           | 6                 |
| Austria             | 13                |
| Belgio (Fiandre)    | 18                |
| Belgio (Vallonia)   | 9                 |
| Canada              | 6                 |
| Danimarca           | 19                |
| Finlandia           | 13                |
| Francia             | 11                |
| Germania            | 7                 |
| Giappone            | 27                |
| Irlanda             | 5                 |
| Italia              | 19                |
| Norvegia            | 4                 |
| Nuova Zelanda       | 16                |
| Paesi Bassi         | 17                |
| Regno Unito         | 2                 |
| Repubblica Ceca     | 32                |
| Spagna              | 45                |
| Stati Uniti         | 17                |
| Stati Uniti (Dance) | 26                |
| Svezia              | 3                 |
| Svizzera            | 26                |

### Classifiche di fine anno
| Classifica (2013) | Posizione |
| ----------------- | --------- |
| Italia            | 56        |